# Tørst (film)
Tørst er en svensk dramafilm fra 1949 instrueret af Ingmar Bergman. Hovedrollerne spilles af Eva Henning, Birger Malmsten, Hasse Ekman og Birgit Tengroth.

## Handling
Et ægtepar i et dårligt forhold rejser tilbage til Stockholm efter en rejse til Italien. I mellemtiden modstår en enke forførelser fra to forskellige personer - hendes psykiater og en lesbisk veninde.

## Medvirkende (i udvalg)
- Eva Henning som Rut
- Öllegård Wellton som balletdanser
- Birger Malmsten som Bertil
- Birgit Tengroth som Viola
- Hasse Ekman som doktor Rosengren
- Bengt Eklund som Raoul
- Gaby Stenberg som Astrid
- Naima Wifstrand som Henriksson
- Inga Gill som dame på hotel
- Sif Ruud som enken på kirkegården